# Mistrzowie Polski w futsalu

## Historia
do uzupełnienia
| Rok       | I miejsce                 | II miejsce               | III miejsce                           |
| --------- | ------------------------- | ------------------------ | ------------------------------------- |
| 1994/1995 | PA Nova Glivice           | Jard Gliwice             | SUW-TOR Łódź                          |
| 1995/1996 | PA Nova Glivice           | Rekord Bielsko-Biała     | Energetyk Jaworzno / Cynk-Mal Legnica |
| 1996/1997 | Cuprum Polkowice          | Opal Gniezno             | PA Nova Glivice                       |
| 1997/1998 | Cuprum Polkowice          | Mistreated Jaworzno      | Goldenmajer Kraków                    |
| 1998/1999 | PA Nova Glivice           | Cynk-Mal Cambras Legnica | Cuprum Polkowice                      |
| 1999/2000 | Clearex Chorzów           | PA Nova Glivice          | Cuprum Polkowice                      |
| 2000/2001 | Clearex Chorzów           | PA Nova Glivice          | Jango Gliwice                         |
| 2001/2002 | Clearex Chorzów           | Baustal Kraków           | PA Nova Glivice                       |
| 2002/2003 | PA Nova Glivice           | Clearex Chorzów          | Baustal Kraków                        |
| 2003/2004 | Baustal Kraków            | Clearex Chorzów          | Holiday "Życie Chojnic" Chojnice      |
| 2004/2005 | Baustal Kraków            | Clearex Chorzów          | Holiday "Życie Chojnic" Chojnice      |
| 2005/2006 | Clearex Chorzów           | Holiday Chojnice         | Inpuls Siemianowice Śląskie           |
| 2006/2007 | Clearex Chorzów           | Akademia Słowa Poznań    | Jango Mysłowice                       |
| 2007/2008 | P.A. Nova Gliwice         | Hurtap Łęczyca           | Clearex Chorzów                       |
| 2008/2009 | Hurtap Łęczyca            | Jango Katowice           | Akademia FC Pniewy                    |
| 2009/2010 | Akademia FC Pniewy        | Hurtap Łęczyca           | Nova Katowice                         |
| 2010/2011 | Akademia FC Pniewy        | Wisła Krakbet Kraków     | Rekord Bielsko-Biała                  |
| 2011/2012 | Akademia FC Pniewy        | Wisła Krakbet Kraków     | Rekord Bielsko-Biała                  |
| 2012/2013 | Wisła Krakbet Kraków      | Red Devils Chojnice      | Gatta Zduńska Wola                    |
| 2013/2014 | Rekord Bielsko-Biała      | Pogoń 04 Szczecin        | Wisła Krakbet Kraków                  |
| 2014/2015 | Wisła Krakbet Kraków      | Gatta Zduńska Wola       | Rekord Bielsko-Biała                  |
| 2015/2016 | Gatta Active Zduńska Wola | Pogoń 04 Szczecin        | Rekord Bielsko-Biała                  |
| 2016/2017 | Rekord Bielsko-Biała      | Gatta Zduńska Wola       | FC Toruń                              |

Statystyka:
- 5 tytułów - Clearex Chorzów
- 5 - PA Nova Glivice
- 3 - Akademia FC Pniewy
- 2 - Baustal Kraków
- 2 - Cuprum Polkowice, Rekord Bielsko-Biała, Wisła Krakbet Kraków
- 1 - Hurtap Łęczyca, Gatta Zduńska Wola